# 이박문
이박문(중국어 간체자: 李泊文, 병음: Lǐ Bówén, 1992년 12월 24일 ~ )은 중국의 배우, 가수이자 모델이다. 소속사는 이박문 공작실이며 팬덤명은 「밤톨」(栗子)이다. 공식색은 「암록색」이다.  
| 응원 구호                                                                |
| "朗若清风, 泊雨同舟" ("청풍처럼 밝게 빛나니, 비가 와도 같은 배를 타리.") |

## 활동

### 2013년: 데뷔 및 활동
2013년 12월 21일, 《NEWFACE 국제 남자 모델 공모전》에서 2013 국제 남성 모델 Top 10 신인상과 인기상을 수상하며 모델로 데뷔하였다.

### 2018년: 활동
처음으로 연기에 도전한 작품은 6월에 방영한 웹드라마 《真正的脑洞》에서 真正(전정)역이다. 이후 11월 7일, 영화 《百里莲花并蒂开》의 元泱(원앙)역을 맡았다.

### 2019년: 활동
6월 27일, 드라마 《陈情令》의 宋岚(송람) 역을 맡았다. 진정령의 인기가 많아지면서 진정령 콘서트를 열게 되었는데 그때 진정소년의 멤버가 되었다. 12월 4일, 드라마 《天机十二宫》의 杜玉和(두옥화)역을 맡았다. 12월 18일, 진정소년의 첫 노래인 〈梦想(몽상)〉을 발매하며 가수로도 첫 데뷔를 하였다.

### 2020년: 활동
2020년 1월 ~ 2월, 진정소년의 그룹 앨범을 발매하고 활동하였다. 1월 22일, 드라마 《三生三世枕上书》의 相里贺(상리하)역을 맡았다. 8월 5일, 첫 솔로곡 〈曾经(Miss)〉를 발매하였다. 12월 31일, 진정소년의 앨범을 한 번 더 발매하였다.

### 2021년: 활동
7월 27일, 진정소년 〈Still The One〉을 발매하였다.

### 드라마
| 연도            | 제목            | 원제           | 배역           |
| 2018년 6월      | 진짜 두뇌       | 真正的脑洞     | 전정(真正)     |
| 2019년 6월 27일 | 진정령          | 陈情令         | 송람(宋岚)     |
| 2019년 12월 4일 | 황도십이궁      | 天机十二宫     | 두옥화(杜玉和) |
| 2020년 1월 22일 | 삼생삼세 침상서 | 三生三世枕上书 | 상리하(相里贺) |
| 2020년 (미방)   | 아화아문재일기  | 我和我们在一起 | 마크(马克)     |
| 2020년 (미방)   | 반난시광        | 半暖时光       | 김엽(金晔)     |
| 2020년 (미방)   | 마지막 요리사   | 末代厨娘       | 진방(秦放)     |

### 영화
| 연도            | 제목                        | 원제           | 배역       |
| 2018년 11월 7일 | 백리의 연꽃이 함께 피어난다 | 百里莲花并蒂开 | 원앙(元泱) |

### 음원 활동
1. 진정소년(진정소년단 T.U.B.S / 陈情少年) :중국 드라마 진정령(陈情令)에 출연했던 배우들로 이루어진 프로젝트성 그룹이다. 진정소년은 우빈(于斌), 송지양(宋继扬), 조욱진(曹煜辰), 이박문(李泊文), 기리(纪李), 정번성(郑繁星)으로 이루어져 있는 6인조 그룹이다.
2. 2020년 9월 5일 첫 솔로곡 미소(微笑, wēi xiào)를 발매하였다.

| 연도             | 노래 제목        | 원제           | 비고     |
| 2019년 12월 18일 | 몽상             | 梦想           | 진정소년 |
| 2020년 1월       | 심장 박동의 리듬 | 心跳的节拍     | 진정소년 |
| 2020년 2월       | 심지소향적미려   | 心之所向的美麗 | 진정소년 |
| 2020년 9월 5일   | Miss             | 曾经           | 솔로곡   |
| 2020년 12월 31일 | Love:one-act     |                | 진정소년 |

### 예능
| 날짜        | 제목                       | 비고                                                   |
| 2019년 12월 | 《소년청학중(少年听学中)》 | 다른 배우들도 출연하였으나 주로 고정된 멤버는 진정소년 |

## 여담
- 별명은 '박문언니'이다...